# Managementul inovării
Managementul inovării constă în implementarea și exploatarea economică a noilor idei și descoperiri. Ca orice altă activitate managerială, procesul de inovare trebuie să fie planificat, organizat, dirijat și controlat. Activitățile și deciziile asupra inovării includ:
- activități de studiu și dirijare a realizării tuturor proiectelor de inovare ale firmei;
- luarea deciziilor asupra oportunităților identificate,investițiilor,planificării proiectelor de inovare ce vor fi lansate și a monitorizării acestora.

Managementul inovării a fost definit de Sandrine Fernez-Walch și François Romon (2009) ca fiind "ansamblul acțiunilor conduse de o întreprindere și al opțiunilor efectuate pentru a favoriza emergența proiectelor de inovare,a decide lansarea lor și a realiza comercializarea noilor produse sau implementarea de noi procese în întreprindere, pentru creșterea competitivității".
O definiție alternativă a managementului inovării detaliază scopul final al procesului de inovare: "Prin managementul inovării se poate înțelege procesul orientat spre organizarea și alocarea resurselor disponibile, atât umane cât și tehnice și economice, în scopul dobândirii de noi cunoștințe, de generare a ideilor care permit obținerea de noi produse,procese și servicii sau îmbunătățirea celor existente și al transferului celor mai bune idei spre fazele de fabricare și comercializare".(Nagîț,Gheorghe,(2001)) Managementul inovării trebuie să fie tratat ca parte a strategiei de afaceri a firmei. Contextul strategic cuprinde obiectivele afacerii, starea curentă și viitoare a firmei, implicarea managerilor, dinamica piețelor, mediul competițional, mediul economic și de reglementare.
Standardul britanic BS 7000-1:2008 este un ghid asupra managementului inovării, în mod specific asupra proiectării și dezvoltării produselor competitive. Principiile generale de management al inovării, din acest standard, se aplică la organizații din industrii de fabricație, de proces, servicii și construcții, precum și în sectoare publice și non-profit. Sunt oferite indicații în domeniile:
- inovarea, noutatea și bazele managementului inovării;
- managementul inovării la nivel organizațional;
- operarea în cadrul managementului inovării;
- instrumente și tehnici pentru managementul inovării.

Fazele procesului de management al inovării au fost formulate de Tidd,J.et al (2001) :
1. explorarea și investigarea semnalelor din mediu;
2. selectarea strategică a opțiunilor;
3. asigurarea resurselor; 
4. implementare (opțional: poate să fie aplicată faza a cincea de reflecție asupra fazelor precedente și analiza succesului sau eșecului inovării).
Mark Turrell și Yvonne Lindow (2003) Arhivat în 26 iunie 2006, la Wayback Machine. consideră că fazele procesului de inovare sunt:
- identificarea oportunităților. Sunt determinate domeniile de focalizare strategică și alocare a resurselor în procesul de inovare. Sunt identificate noi oportunități de piață sau platforme tehnologice;
- managementul ideilor include generarea, colectarea, dezvoltarea, evaluarea și selectarea ideilor de afaceri. Metodele de management includ: brainstorming, tehnici de creativitate, focus-grupuri și captura ideilor on line;
- managementul oportunităților implică dezvoltarea și analiza conceptelor rezultate din managementul ideilor, precum și a oportunităților de afaceri;
- faza de proiectare,dezvoltare și execuție: firma aplică competențele sale tradiționale de Managementul proiectelor și resurselor.Pentru a facilita derularea proiectului sunt necesare abilități de creativitate și realizarea efectivă a procesului de inovare.

## Dimensiunile managementului inovării
În cadrul Institutului de Proiecte pentru Inovație și Dezvoltare a fost elaborat un Program de retehnologizare și modernizare tehnologică a României, de către un grup de autori: Alexandru Caragea et al. (2010) Arhivat în 29 septembrie 2012, la Wayback Machine. în care sunt expuse (între altele) dimensiunile managementului inovării:
- strategia inovării;
- organizarea și cultura inovării;
- procesele ciclului de viață al inovării (managementul ideii, dezvoltarea modelului de afacere, proces, produs/serviciu) precum și cel de îmbunătățire c ontinuă și lansare;
- factorii favorizanți ai managementului inovării (managementul resurselor umane, managementul cunoașterii, managementul proceselor, managementul proiectelor, controlling  și IT;
- rezultatele inovării. Este necesar ca rezultatele activității inovative să fie evaluate sistematic.

Elementele componente ale unei strategii de inovare a unei companii sunt:, 
- viziunea: prospecția în timp a companiei, a rezultatelor, structurii și dimensiunilor acesteia;
- obiectivele: scopurile care sprijină atingerea viziunii, cuantificate în factorii: timp, investiții, calitate; compania trebuie să determine direcțiile strategice ale activităților inovative și să identifice scopurile în fiecare dintre acestea;
- moduri de realizare a obiectivelor: diversificare, specializarea sau combinarea producției, proiectarea de noi produse/servicii, procedee, pătrunderea pe noi piețe etc.;
- resurse: fonduri de investiții, resurse umane, materiale și financiare;
- termene incluse în strategie.

Managementul inovării cuprinde domeniile:
- domeniul normativ: viziune, misiune, valori;
- domeniul strategic: resurse, tehnologii, cunoștințele și competențele colaboratorilor, piețe, comunicări, furnizori, parteneri-colaboratori, concurenți;
- domeniul operativ: configurarea și implementarea procesului de inovare, realizarea, calitate, costuri, timp.

## Model matricial al managementului inovării
Vincent Boly și François Romon (1999) au propus un model matricial al managementului inovării (3MI) care indică fazele pe care le parcurge întreprinderea în managementul inovării, precum și resursele care trebuie mobilizate în aceste faze. In modelul matricial propus, fazele managementului inovării sunt:
- emergența ideilor inovative;
- fezabilitatea proiectelor inovative potențiale;
- definirea proiectelor inovative;
- realizarea proiectelor inovative.

Prima fază este consacrată căutării informațiilor și creativității.Ideile inovative pot rezulta din lucrări programate ale personalului întreprinderii din Departamentele Cercetare-Dezvoltare și Marketing. Ideile pot reprezenta,de asemenea, soluții adoptate de personalul din sectorul Producție pentru rezolvarea unor probleme de funcționare a proceselor.
A doua fază cuprinde selectarea proiectelor de inovare potențiale din toate ideile generate în faza precedentă,verificarea valabilității lor în raport cu necesitățile pieței și cu obiectivele strategice ale întreprinderii (fezabilitatea economică) precum și evaluarea fezabilității lor tehnice.
A treia fază include, în esență,activități de organizare pentru a realiza proiectul.In cadrul acestor activități se definește rezultatul ce se dorește să se obțină,durata și bugetul proiectului,alocarea mijloacelor necesare pentru derularea proiectului: constituirea echipei proiectului,alocarea resurselor umane,tehnice și financiare.
A patra fază corespunde realizării efective a proiectului de inovare. Această fază constă în dirijarea activităților de proiectare și dezvoltare pentru rezolvarea problemelor.
Abordarea pe faze a managementului proiectelor de inovare este foarte asemănătoare cu cea concepută de Tidd,J.et al(2001),menționată mai înainte.

## Marketingul inovației tehnologice
Marketingul are un rol important în cadrul procesului de inovare tehnologică.Fernez-Walch,S. și Romon F.(2006) consideră că marketingul are ca funcție majoră valorificarea produsului sau serviciului provenit din inovare,după ce au fost cercetate diferitele aplicații posibile,pornind de la o tehnologie.
Chailan,C. și Braun,P.(2008) apreciază că obiectivul major al marketingului proiectelor tehnologice foarte inovatoare,în faza inițială, este de a valorifica inovația tehnologică,prin definirea și aplicarea modului de intrare pe piață a inovației.Intrarea pe piață a inovației se poate face în trei moduri: a) dezvoltare internă a inovației; b) alianță (asociere prin parteneriat cu alte întreprinderi); c) vânzarea tehnologiei inovatoare.
Modelul marketingului "modal" definește modul de valorificare cel mai potrivit al proiectelor tehnologice inovatoare în funcție de anumiți indicatori esențiali: atractivitatea proiectului,validarea fezabilității acestuia, durabilitatea și sustenabilitatea inovației tehnologice.
Opțiunile de valorificare a proiectului de inovare,în scopul intrării pe piață pot fi:
- definitivarea inovației în laboratorul de cercetare sau în Departamentul de Cercetare-Dezvoltare în vederea unei eventuale valorificări;
- alianțe cu alte întreprinderi în vederea unor dezvoltări în colaborare pentru a obține valoare adăugată tehnologică în faza de dezvoltare;
- valorificare prin vânzarea tehnologiei,pentru punerea rapidă la dispoziție a inovației pe piață.Acest mod de intrare pe piață trebuie să fie preferat, atunci când alte tehnologii concurente ar putea modifica structura pieței considerate.
- valorificarea autonomă constă în crearea unui start-up (companie formată recent) sau dezvoltarea proiectului inovativ în cadrul unui incubator de afaceri.